# Excreção de nitrogênio
O nitrogênio é um dos elementos constituintes mais abundantes nos animais, junto com o carbono, hidrogênio, oxigênio, enxofre e fósforo. O nitrogênio do ar não é fixado pelos animais, mas apenas por alguns vegetais. Estes vegetais formam compostos nitrogenados que são a fonte primária (herbívoros) ou secundária (carnívoros) do nitrogênio utilizado no metabolismo animal.
Uma parte do nitrogênio deve necessariamente ser eliminada pelo organismo, para manter o equilíbrio deste elemento.
Conforme a molécula na qual este nitrogênio é eliminado, existem três classes de animais:
1. Os animais amoniotélicos (peixes ósseos e girinos) excretam o nitrogênio do grupo amino através de suas guelras como amônia, obtida pela hidrólise da glutamina.
2. Os animais ureotélicos (a maioria dos animais terrestres) excretam o nitrogênio do grupo amino como ureia. A ureia é formada no fígado pelo ciclo da ureia, tem disponibilidade media de água
3. Os animais uricotélicos (pássaros e répteis) excretam o nitrogênio do grupo amino numa forma semi-sólida, como ácido úrico, um derivado das purinas. A formação da ureia, não-tóxica, e do ácido úrico, sólido, tem um alto gasto de energia metabólica, consumindo moléculas de adenosina trifosfato (ATP).
4. Os animais aminotélicos (alguns tipos de aranhas, moluscos e equinodermos) excretam o nitrogênio do grupo amino na forma de aminoácidos.